# والتر موسى بورتون
والتر موسى بورتون (بالإنجليزية: Walter Moses Burton)‏ هو سياسي أمريكي، ولد في 9 أغسطس 1840 في الولايات المتحدة، وتوفي في 4 يونيو 1913 في نفس البلد. حزبياً، نشط في الحزب الجمهوري. وقد انتخب عضو مجلس ولاية تكساس.